# مانويل ماريانو مارتينيز
مانويل ماريانو مارتينيز (بالإسبانية: Manuel Mariano Martínez)‏ (6 مارس 1992 في المكسيك - ) هو ملاكم مكسيكي، صنّف ضمن فئة وزن خفيف الوسط ‏.

## إحصائيات
خاض خلال مسيرته 17 نزالا، فاز في 15 وتعادل في 2 ولم يخسر. فاز بالضربة القاضية في 8 نزالات.

## روابط خارجية
- مانويل ماريانو مارتينيز على موقع بوكس ريك (الإنجليزية) (registration required)